# Lautertal (Oberfranken)

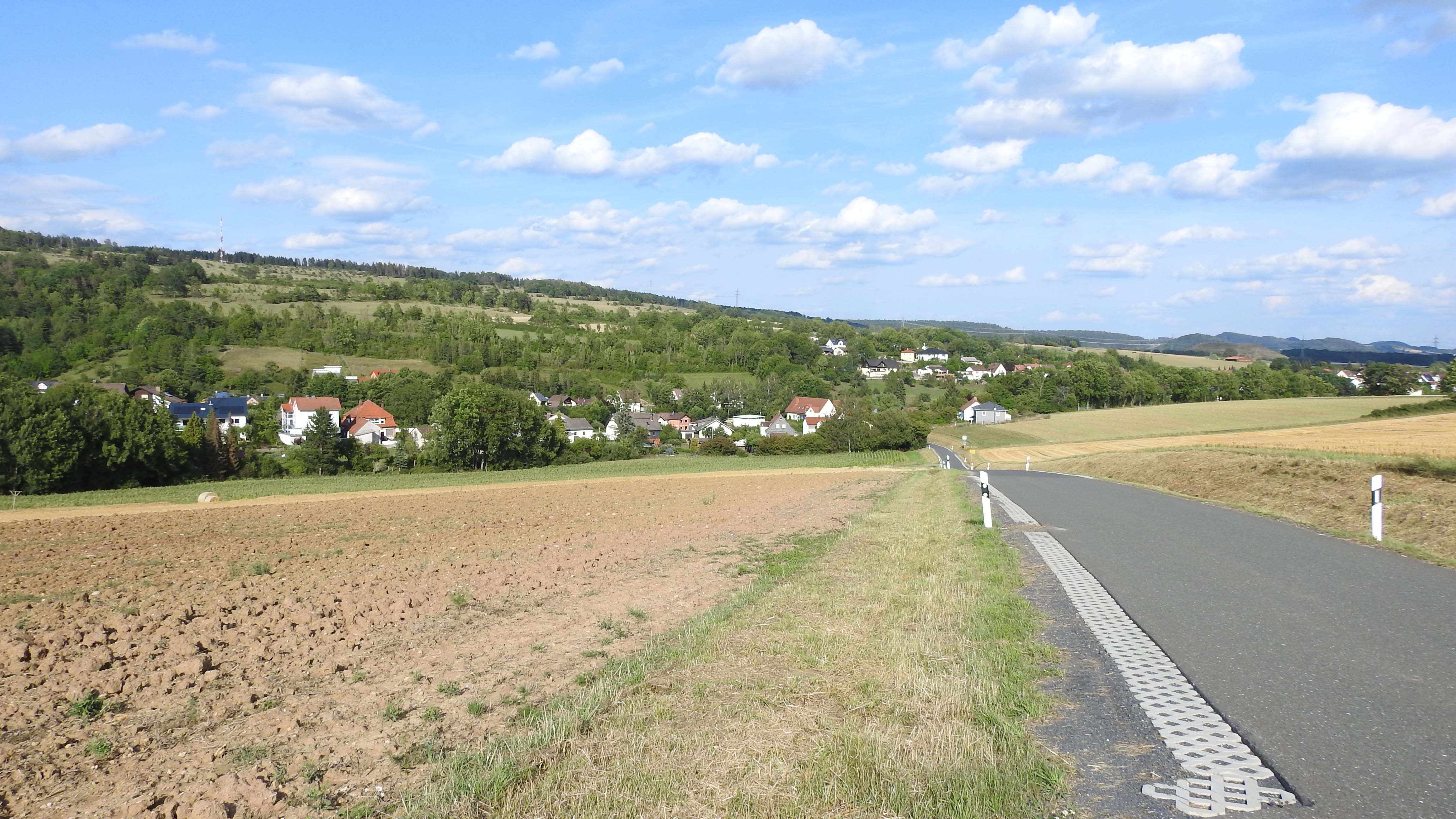
Oberlauter von Westen

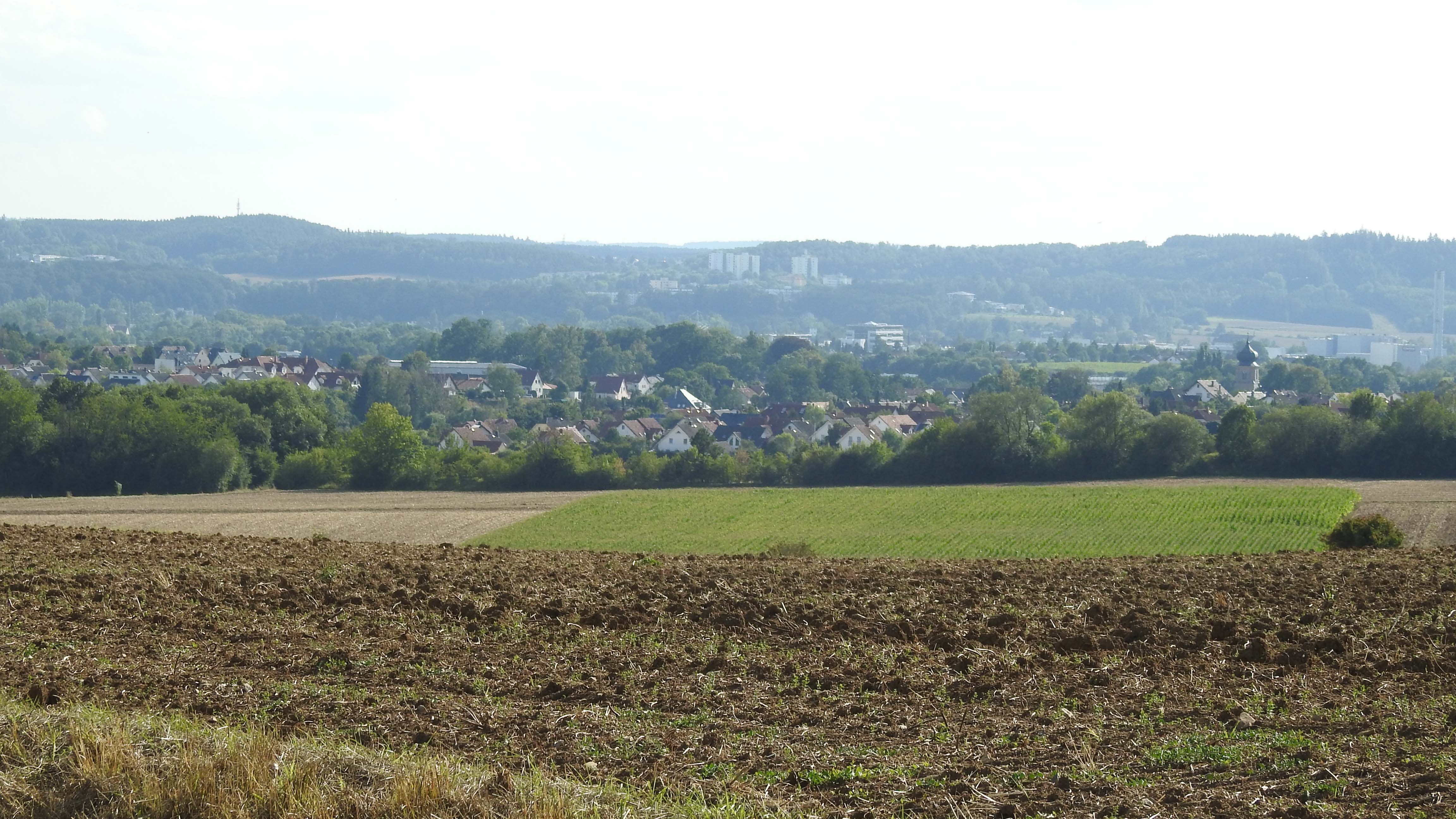
Unterlauter von Nordosten

Lautertal ist eine Gemeinde im oberfränkischen Landkreis Coburg. Der Name ist eine Neuschöpfung anlässlich der Errichtung der Gemeinde im Rahmen der Gebietsreform in Bayern am 1. Juli 1969. Namensgebend ist die in die Itz mündende Lauter, die das Gemeindegebiet von Nord nach Süd durchfließt (im nördlichsten Abschnitt der rechte Quellbach Rottenbach). Einen Gemeindeteil oder eine Gemarkung namens Lautertal gibt es nicht. Sitz der Gemeindeverwaltung ist das Dorf Oberlauter.

## Geografie
Lautertal liegt im nördlichen Teil des Landkreises Coburg und grenzt im Norden an die Stadt Eisfeld (Landkreis Hildburghausen), im Nordosten an die Stadt Schalkau (Landkreis Sonneberg), im Osten an Rödental, im Südosten an Dörfles-Esbach, im Süden an Coburg, sowie im Westen an Meeder. Lautertal liegt an den Langen Bergen, zu denen mit dem Naturschutzgebiet Lauterberg das größte Naturschutzgebiet des Landkreises gehört. Außerdem befindet sich mit dem Buchberg (528 m ü. NHN) in der Nähe von Rottenbach auch die höchste Erhebung des Landkreises in Lautertal.
Die nächstgelegenen Großstädte (Luftlinie, Entfernung vom Rathaus) sind Erfurt (ca. 75 km), Jena (ca. 80 km), Erlangen (ca. 80 km), Würzburg (ca. 90 km) sowie Fürth und Nürnberg (letztgenannte ca. 95 km).

### Gemeindegliederung
Lautertal hat sechs Gemeindeteile (in Klammern ist der Siedlungstyp angegeben):
- Neukirchen (Kirchdorf)
- Oberlauter (Kirchdorf)
- Rottenbach (Kirchdorf)
- Tiefenlauter (Dorf)
- Tremersdorf (Dorf)
- Unterlauter (Pfarrdorf)

Sie entsprechen ehemaligen Gemeinden, die heute Gemarkungen der Gemeinde Lautertal sind.
Unterlauter und Oberlauter sind baulich zusammengewachsen, etwa entlang der zur durchgehenden Kreisstraße CO 27 verlaufenden Parallelstraßen Eisenacher Straße, Weimarer Straße, Erfurter Straße und Fröschengraben.

#### Unterlauter/Oberlauter
Der Ort Lauter, später in Unterlauter und Oberlauter getrennt, wurde erstmals 850 n. Chr. als „Lutaraha“ erwähnt. Auf eine frühere Gründung deutet eine Erwähnung aus dem Jahr 833 („villa Hlutru“) hin, dies kann aber nicht mit Sicherheit belegt werden. Etwa zur gleichen Zeit entstanden vermutlich auch das Zentgericht, der Herrenhof neben der Kirche und der Kreuzstein. Später wurde der untere Teil des Reichshofs, entsprechend der Lage am Fluss Lauter, zu Unterlauter, der obere zu Oberlauter. Bis ins 16. Jahrhundert besaß die Zent Lauter zwischenzeitlich das Stadt- und Marktrecht, die höhere Gerichtsbarkeit ging mit der Stadtgründung Coburgs verloren.

#### Tiefenlauter
Der Gemeindeteil Tiefenlauter entstand wahrscheinlich im 14. Jahrhundert (erste urkundliche Erwähnung 1317). Von etwa 1400 bis 1580 war die Siedlung eine Wüstung, also unbewohnt. Möglicherweise existierte dort eine zum Reichshof gehörende Burg.

#### Neukirchen
Die Entstehung Neukirchens geht ins 13. Jahrhundert zwischen 1200 und 1240 zurück, die erste Erwähnung stammt vom Jahr 1315. Oberhalb der namensgebenden Kirche stand vermutlich die Burg Neukirchen. Die Umstände ihres Untergangs sind nicht bekannt. Seit 1976 ist eine Jugendbildungsstätte der evangelisch-lutherischen Kirche, das Jugendhaus Neukirchen, eine markante Einrichtung der Ortschaft. Auf der westlichen Seite des Ortes befindet sich ein Skilift, angrenzend eine bei üblichem Liftbetrieb geöffnete Skihütte, die den Wintersportgästen eine Verpflegungsmöglichkeit bietet.

#### Tremersdorf
Der Mühlenort Tremersdorf wurde 1317 erstmals erwähnt. Im 13./14. Jahrhundert bestand ein enger Zusammenhang mit Neukirchen. Die Gemeinde Tremersdorf wurde am 1. Januar 1969 in die Gemeinde Rottenbach eingegliedert und diese am 1. Mai 1978 nach Lautertal eingemeindet.

#### Rottenbach
In einer Urkunde vom 11. Februar 1182 wurde Rottenbach erstmals genannt. Im Mittelalter war Rottenbach der Pfarrei Oettingshausen unterstellt. Die am 1. Januar 1969 um Tremersdorf vergrößerte Gemeinde Rottenbach wurde am 1. Mai 1978 in die Gemeinde Lautertal eingegliedert.

## Geschichte
Die Gemeinde Lautertal entstand am 1. Juli 1969 durch den Zusammenschluss der Gemeinden Neukirchen, Oberlauter, Tiefenlauter und Unterlauter. Am 1. Mai 1978 kam Rottenbach, das am 1. Januar 1969 die Gemeinde Tremersdorf aufgenommen hatte, hinzu.
In Lautertal gab es von 1952 bis 1992 einen DECCA-Sender.

### Einwohnerentwicklung
Im Zeitraum 1988 bis 2018 wuchs die Gemeinde von 3136 auf 4303 um 1167 Einwohner bzw. um 37,2 %.

## Politik

### Bürgermeister
Erster Bürgermeister war vom 1. Mai 2014 bis zum 11. Februar 2019 Sebastian Straubel (CSU). Aufgrund seiner Wahl zum Coburger Landrat war eine Neuwahl nötig. Bis dahin führte der Zweite Bürgermeister Martin Rebhan (SPD) die Amtsgeschäfte. Am 26. Mai 2019 wurde Karl Kolb von der Überparteilichen Wählergemeinschaft Lautertal (ÜPW) mit 64,73 % der Stimmen zum Bürgermeister gewählt. Zu seinem Geschäftsleiter wurde der Verwaltungsjurist Cedric Lindner.
Vorgänger Straubels waren Hermann Bühling (CSU) und bis 2008 Klaus Forkel (ÜWG).

### Gemeinderat
Die Kommunalwahl 2020 führte zu folgender Sitzverteilung im Gemeinderat:
- CSU: 5 Sitze
- SPD: 3 Sitze
- Überparteiliche Wählergemeinschaft Lautertal: 6 Sitze
- Parteilose Wählergemeinschaft Neukirchen: 2 Sitze

### Wappen
| Wappen Gde. Lautertal (Oberfranken) | Blasonierung: „Durch einen silbernen Schräglinkswellenbalken geteilt von Schwarz und Grün; oben ein brennendes goldenes Herz, unten auf silbernem Boden wachsend nebeneinander eine silberne Tanne und eine silberne Quellenfontäne.“ |
| Wappen Gde. Lautertal (Oberfranken) | Wappenbegründung: Die Gemeinde Lautertal besteht aus den früheren Gemeinden Oberlauter, Unterlauter, Tiefenlauter und Neukirchen. Die Gemeinden Oberlauter und Unterlauter führten eigene Wappen, die beim Zusammenschluss untergingen. Elemente aus den beiden Wappen sind in das neue Gemeindewappen übernommen worden. Die Tanne und die Quellenfontäne stammen aus dem Wappen von Oberlauter von 1954. Das brennende Herz ist dem Wappen von Unterlauter von 1968 entnommen. Aus dem Jahr 1762 ist ein Siegelabdruck überliefert mit zwei verschlungenen Händen über einem brennenden Herzen. Der Wellenbalken stellt die Lage der Gemeinde an der Lauter dar und weist auf die Ortsnamen, die sich von dem Flussnamen ableiten. Die Farben Schwarz und Gold sind die Farben der Wettiner und erinnern zusammen mit den Farben Grün und Silber des Herzogtums Coburg an die einstige Zugehörigkeit der Gemeinde zu dieser Herrschaft. Dieses Wappen wird seit 1976 geführt. |

### Gemeindepartnerschaften
Am 13. September 2018 wurde die langjährige Partnerschaft mit der thüringischen Nachbarstadt Schalkau offiziell besiegelt.

## Baudenkmäler

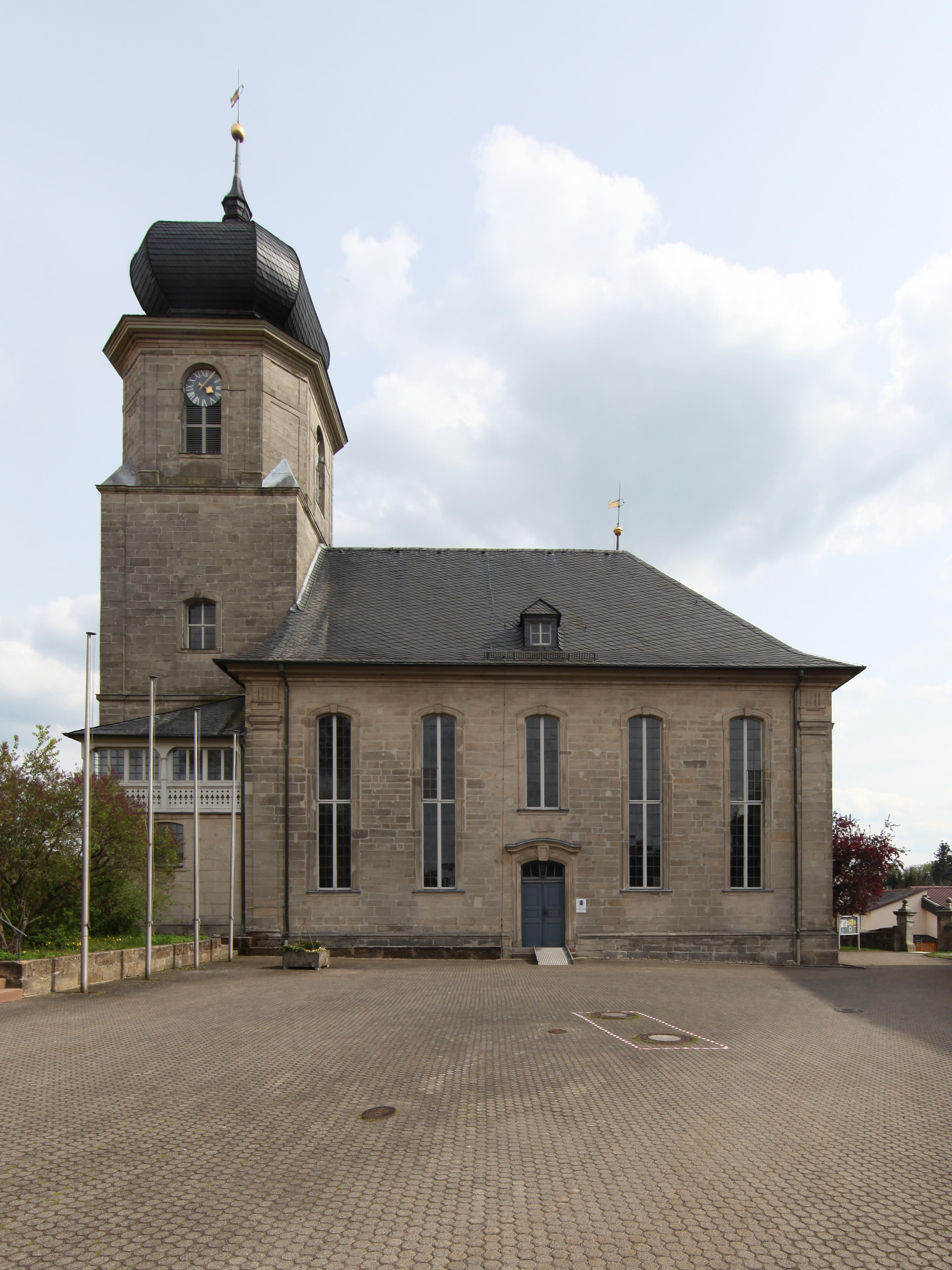
Evangelische  Trinitatiskirche Unterlauter
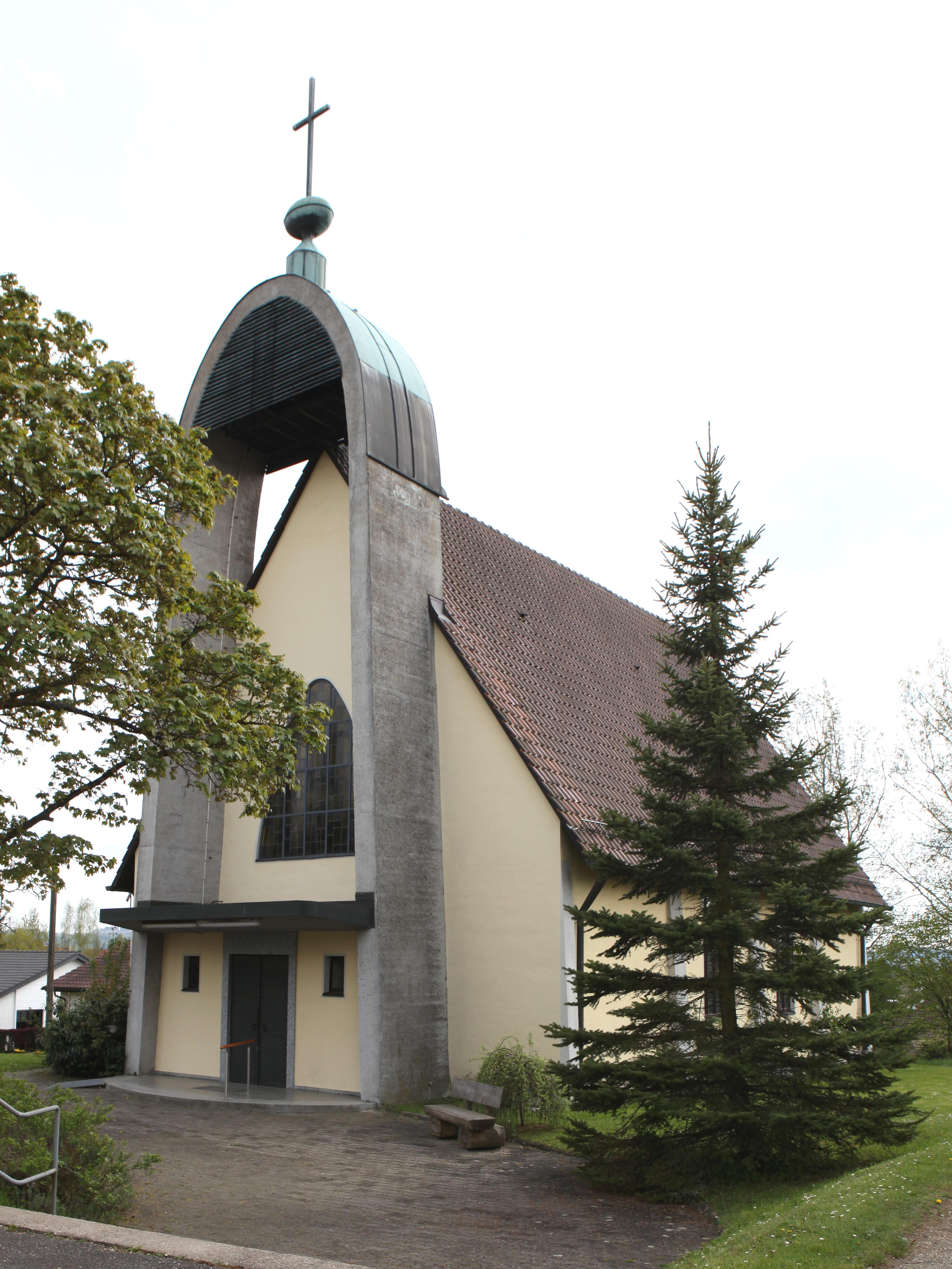
Katholische Kirche St. Bonifaz Oberlauter
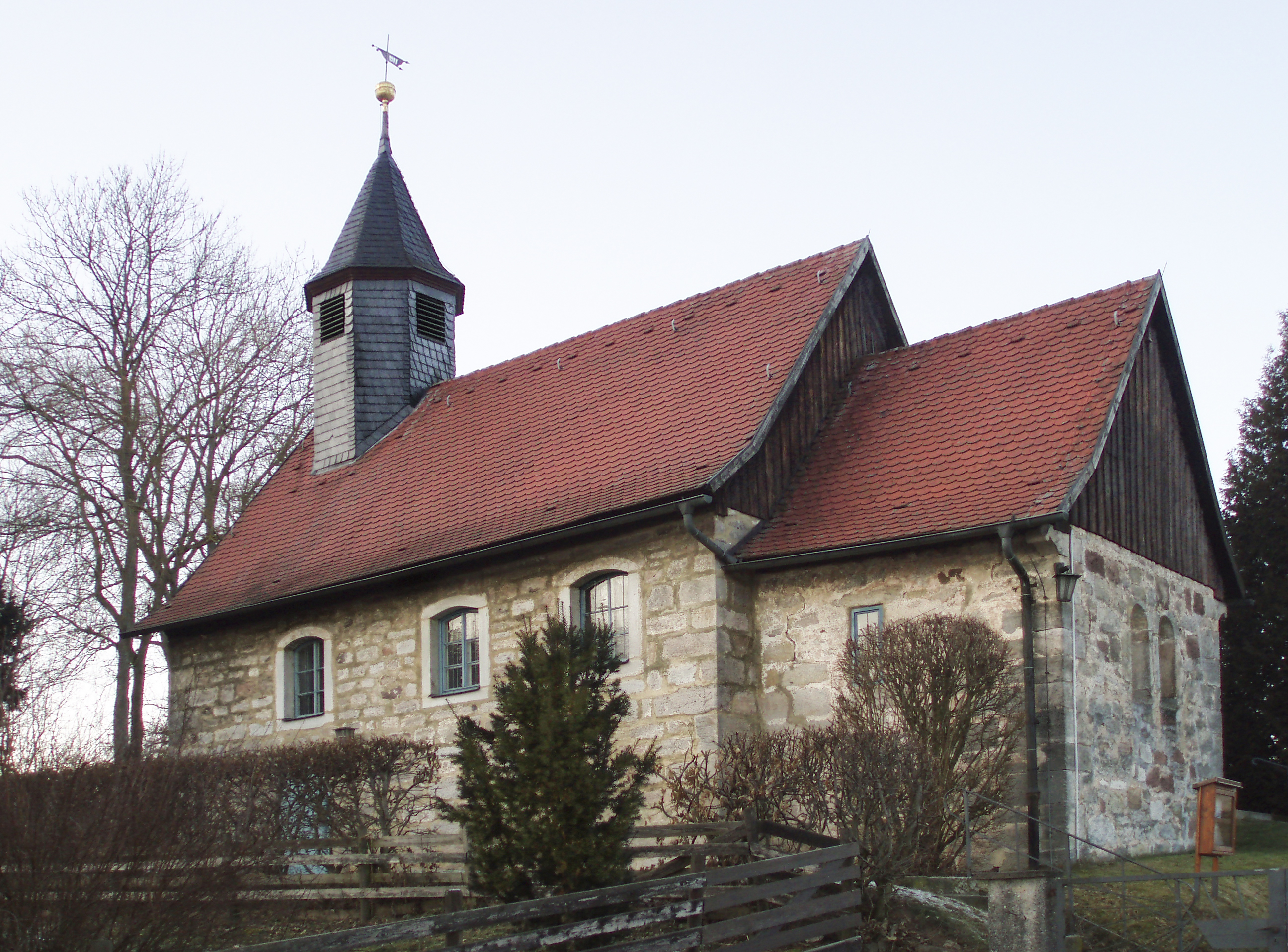
Evangelische Johanniskirche Neukirchen
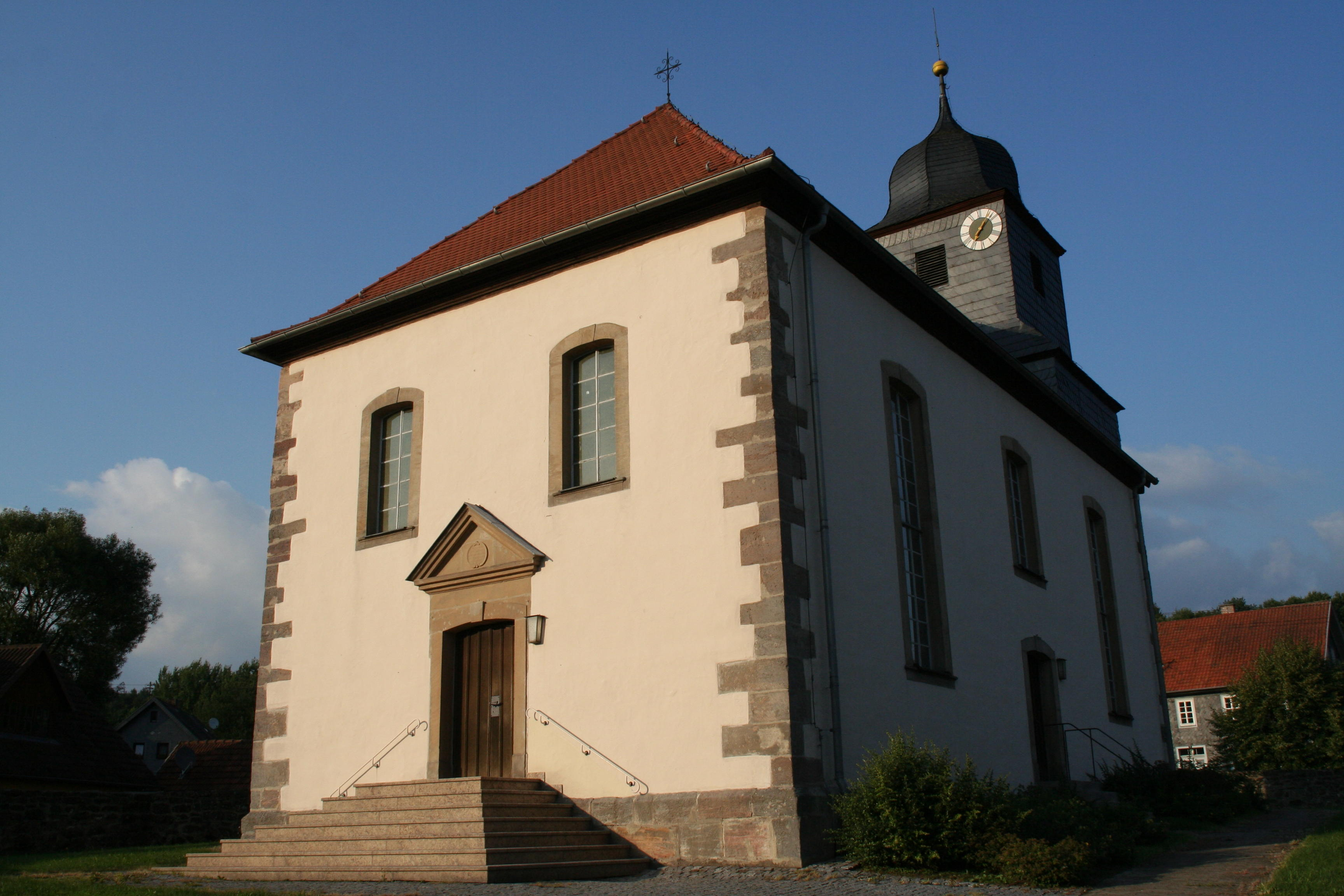
Evangelische St.-Matthäus-Kirche Rottenbach

## Verkehr

### Schienenverkehr
Seit 1858 führte die Bahnstrecke Eisenach–Lichtenfels, auch Werrabahn genannt, durch Lautertal und verband es so mit Coburg und über Eisfeld mit Eisenach. Einziger Halt im Lautertal war der Bahnhof Tiefenlauter. Am Ende des Zweiten Weltkriegs 1945 wurde nach Sprengungen von Brücken die Verbindung nach Eisfeld unterbrochen, am 30. August 1949 der Personenverkehr nach Coburg eingestellt, am 1. Juli 1976 auch der Güterverkehr. Die Strecke wurde 1977 abgebaut. In den 1980er Jahren wurden auf der Strecke Grundstücke verkauft und einige Privathäuser gebaut. Die Gemeinde Lautertal steht einer Wiederherstellung der Bahnstrecke, wie sie von den Industrie- und Handelskammern in Coburg und Suhl gefordert wird, ablehnend gegenüber und sucht diese durch Ausweisung neuer Baugebiete zu verhindern.
Einige Zeugnisse der Strecke sind noch vorhanden, so zum Beispiel ein Bahnwärterhäuschen am Ende der Andreasstraße oder die Bahnhofsgebäude von Tiefenlauter und Görsdorf, welches sich noch auf Lautertaler Gemeindegebiet befindet. Auf Teilen des ehemaligen Bahndamms befindet sich heute ein Fuß- und Radweg. Unmittelbar östlich von Lautertal liegt der 2017 eröffnete Abschnitt von Erfurt nach Breitengüßbach der Schnellfahrstrecke Nürnberg–Leipzig.

### Straßenverkehr
Lautertal ist durch die ehemalige Bundesstraße 4 (heute Kreisstraße CO 27) an die Bundesautobahn 73 angebunden.

### ÖPNV
Die Coburger Stadtbuslinie 1402 verbindet Lautertal über sechs Haltestellen in Unterlauter und Oberlauter mit Coburg. Wochentags sowie bis Samstag Nachmittag erfolgt diese Verbindung alle 30 Minuten, am restlichen Wochenende stündlich. Die Linie 1468 verkehrt unter der Woche von Coburg und Oberlauter bis Rottenbach. Direkte Verbindungen in andere Nachbargemeinden und nach Thüringen (Eisfeld und Suhl) wurden eingestellt.
Lautertal liegt seit dem Beitritt des Landkreises Coburg in den Verkehrsverbund Großraum Nürnberg (VGN) 2024 in dessen Tarifgebiet.

## Bildung
Im Gemeindeteil Unterlauter befindet sich die Mittelschule Lautertal (Jahrgangsstufen 5–9). Die nächste Grundschule befindet sich in Dörfles-Esbach.

## Söhne und Töchter der Gemeinde
- Theodor Berger (1683–1773), Historiker, Jurist und Lehrer
- Johann Schneider (1702–1788), Komponist, Geiger und Organist
- Sebastian Straubel (* 1983), Politiker (CSU), Landrat des Landkreises Coburg